# En pays ennemi
Pour plus de détails, voir Fiche technique et Distribution.
En pays ennemi (titre original : In Enemy Country) est un film d'espionnage américain de Harry Keller sorti en 1968.

## Synopsis
Pendant la Seconde Guerre mondiale, des espions américains faisant partie du département d'État sont chargés de détruire un nouveau type de torpille dont le centre de recherche se trouve caché en France.

## Fiche technique
- Titre original : In Enemy Country
- Titre français : En pays ennemi
- Réalisation : Harry Keller
- Scénario : Edward Anhalt d'après une histoire de Sy Bartlett
- Directeur de la photographie : Loyal Griggs
- Montage : Russell F. Schoengarth
- Création des décors : John Beckman et Alexander Golitzen
- Musique : William Lava
- Costumes : Edith Head
- Production : Harry Keller
- Compagnie de production : Universal Pictures
- Genre : guerre
- Pays :  États-Unis
- Durée : 107 minutes
- Date de sortie : 
  - États-Unis : juillet 1968
- Affiche : Guy-Gérard Noël (France)

## Distribution
- Tony Franciosa (VF : Albert Augier) : Charles
- Anjanette Comer (VF : Janine Freson) : Denise
- Guy Stockwell (VF : Roger Rudel) : Braden
- Paul Hubschmid (VF : Jean Berger) : Frederich
- Tom Bell (VF : Jacques Thébault) : Ian
- Michael Constantine (VF : Jean Clarieux) : Ladislov
- Harry Townes (VF : Raymond Loyer) : le général Marchois
- John Marley (VF : Fernand Fabre) : Rausch
- Milton Selzer : Bartowski
- Patric Knowles (VF : Jean-Henri Chambois) : le général Lloyd-Griffis
- Tige Andrews (en) (VF : Jacques Deschamps) : Nicolay
- Emile Genest (VF : Claude Bertrand) : le général Grieux
- Lee Bergere (VF : Jean-François Laley) : le commandant Miral
- Virginia Christine (VF : Jacqueline Ferrière) : Frau Gulden
- Harry Landers (VF : Jacques Deschamps) : le pilote
- Eugene Dynarski : Capek
- Ivor Barry (VF : Pierre Leproux) : le maréchal de l'air Evelyn
- Simon Scott (VF : Yves Brainville) : le général Jomar
- Peter Brocco (VF : Georges Hubert) : un prisonnier dans la cour de l'usine (non crédité)
- Murray Matheson (non crédité)
- Gérard Buhr (VF : lui-même) : un soldat allemand (non crédité)